# 内志苏丹国
内志苏丹国（阿拉伯语：سلطنة نجد）是1921年—1926年存在于内志和哈萨绿洲地区的苏丹国，由沙特家族统治。内志苏丹国是原内志与哈萨酋长国埃米尔伊本·沙特进行改革的结果，他本人改称蘇丹，国号也随之更改，但是新国家仍属伊本·沙特统治，因此内志苏丹国仍可算作是内志第三王国。1926年，内志苏丹国征服了汉志王国，存在5年的内志苏丹国再次易名，新国号为内志与汉志王国，此国也是现代沙特阿拉伯的前身。